# Базарын Ширендыб
Базарын Ширендыб (монг. Базарын Ширэндэв; 15 мая 1912, хошун Бирваа-бейсе, Монголия — 8 марта 2001, Улан-Батор, Монголия) — монгольский историк, академик, общественный и государственный деятель, основатель государственного университета (1942) и академии наук (1961) Монголии. Заслуженный деятель наук, лауреат государственной премии, Герой Труда Монголии.

## Биография
Базарын Ширендыб родился 15 мая 1912 года в хошуне Бирва-бейсе в Монголии (ныне сомон Шинэ-Идэр аймака Хувсгел), в семье арата Гандангийна Базара и его жены Цэрэндулам. В 7 лет был отдан на обучение в буддийский монастырь. В 1930 году в возрасте 18 лет был назначен председателем созданной на основе экспроприированного имущества местного феодала сельскохозяйственной коммуны сомона Чулуут Архангайского аймака. Через некоторое время был направлен на партийную учёбу в столицу. Спустя 2 года был направлен на учёбу на Рабфак в Улан-Удэ, в 1937 году поступил на историческое отделение Иркутского педагогического института и окончил с отличием в 1941 году. В том же году Ширэндыба назначили референтом Главы монгольского правительства Х. Чойбалсана.

### Основные этапы карьеры
- 1942 — член ЦК Монгольской народно-революционной партии.
- 1942—54 ректор Монгольского государственного университета со дня основания.
- 1944—48 секретарь ЦК МНРП.
- 1953—57 член Политбюро ЦК МНРП.
- Депутат Великого Народного Хурала (с 1951).
- 1954—57 1-й заместитель председателя Совета Министров МНР.
- С 1966 заместитель председателя Великого народного хурала.
- С 1961 года по 1981 год президент Академии наук МНР, действительный член АН МНР. Член Исполкома Всемирного Совета Мира.
- Иностранный член Академии наук СССР (1966).

## Награды и звания

### Звания
- Канд. наук, тема — Народная революция в Монголии и образование МНР. 1921—1924, Москва., 1956
- Д-р наук, тема — Монголия на рубеже XIX—XX вв. (История социально-экономического развития), Москва., 1960;

### Награды
- Золотая медаль Мира имени Ф. Жолио-Кюри
- Заслуженный деятель наук Монголии